# Chromotropsäure
Die Chromotropsäure ist eine chemische Verbindung aus der Gruppe der Naphthalinsulfonsäuren und Naphthalindiole. Sie wird in der Chromotropsäure-Reaktion zur Bestimmung von freiem oder abspaltbaren Formaldehyd und als Kupplungskomponente für Azofarbstoffe aus der Gruppe der Chromotropfarbstoffe verwendet. Die Chromotropfarbstoffe werden bei einigen Trichrom-Färbungen, wie der Gömöri-Trichrom-Färbung, und zur quantitativen Bestimmung von Silber, Bor, Chrom, Quecksilber, Titan, Chromat, Formaldehyd, Nitrit und Nitrat genutzt.

## Gewinnung und Darstellung
Chromotropsäure wird aus der H-Säure synthetisiert, indem diese diazotiert wird und das Diazoniumsalz mit Alkalien hydrolysiert wird (Phenolverkochung).